# Катастрофа на стадионе Олембе
Катастрофа на стадионе Олембе — произошла 24 января 2022 года, когда у южного входа на стадион произошла давка, в результате которой по меньшей мере 8 человек погибли на стадионе в Яунде, столице Камеруна. Инцидент произошел, когда болельщики пытались попасть на стадион на матч плей-офф между Камеруном и Коморскими Островами на Кубке африканских наций 2021 года.

## Ход событий
Перед четвертым матчем на стадии плей-офф Кубка африканских наций 2021 между хозяевами — Камеруном и Коморскими Островами, который начался в 20:00 24 января 2022 года на стадионе Олембе, через некоторое время у южного входа на стадион возникла давка. Сотрудники службы безопасности направили фанатов к запертым входным воротам. Когда ворота открылись, поток людей хлынул через них и люди затоптали друг друга, убив восьмерых. Около 38 человек получили ранения, семеро в критическом состоянии.

## Последствия
После окончания инцидента матч продолжился и закончился победой хозяев поля со счетом 2 : 1 над Коморскими Островами. В целях безопасности следующий четвертьфинальный матч, который должен был состояться на стадионе, был перенесен на стадион Ахмаду Ахиджо в том же городе.